# Ielena Txàlikh
Ielena Valérievna Txàlikh (en rus Елена Валерьевна Чалых) (Rubtsovsk, Altai, 25 de març de 1974) és una ciclista azerbaidjanesa d'origen rus. Especialista en el ciclisme en pista, ha obtingut tres medalles als Campionats del món en persecució. Va prendre part en els Jocs Olímpics d'Estiu de 2004, representant Rússia, i 2012, representant l'Azerbaidjan.

## Palmarès en pista
- 1990
  -  Campiona del món júnior en Persecució
- 2008
  - Campiona d'Europa en Òmnium Endurance

### Resultats a laCopa del Món en pista
- 1997
  - 1a a Fiorenzuola d'Arda, en Puntuació
- 1999
  - 1a a Fiorenzuola d'Arda, en Puntuació
- 2000
  - 1a a Moscou, en Puntuació
- 2002
  - 1a a Kunming, en Persecució
  - 1a a Kunming, en Puntuació
  - 1a a Kunming, en Scratch
- 2003
  - 1a a Aguascalientes, en Puntuació
  - 1a a Aguascalientes, en Scratch
  - 1a a Aguascalientes, en Velocitat per equips
- 2004
  - 1a a Aguascalientes, en Scratch

## Palmarès en ruta
- 2001
  -  Campiona de Rússia en ruta
  - Vencedor d'una etapa al Giro d'Itàlia
- 2008
  -  Campiona de Rússia en contrarellotge
- 2012
  -  Campiona de l'Azerbaidjan en ruta
  -  Campiona de l'Azerbaidjan en contrarellotge